# Artix (Ariège)
Artix is een gemeente in het Franse departement Ariège (regio Occitanie) en telt 112 inwoners (2009). De plaats maakt deel uit van het arrondissement Pamiers.

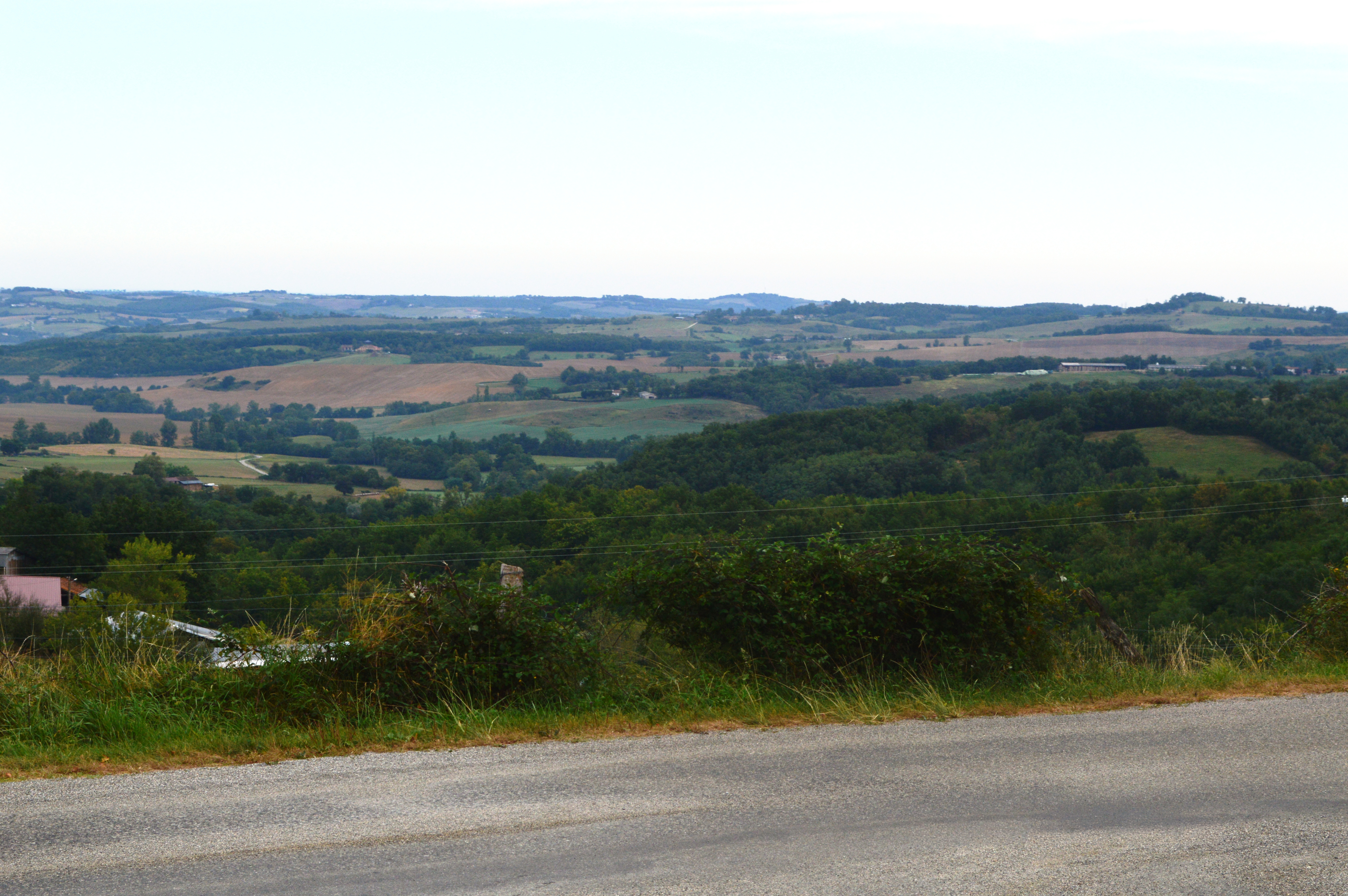
Landschap van Artix
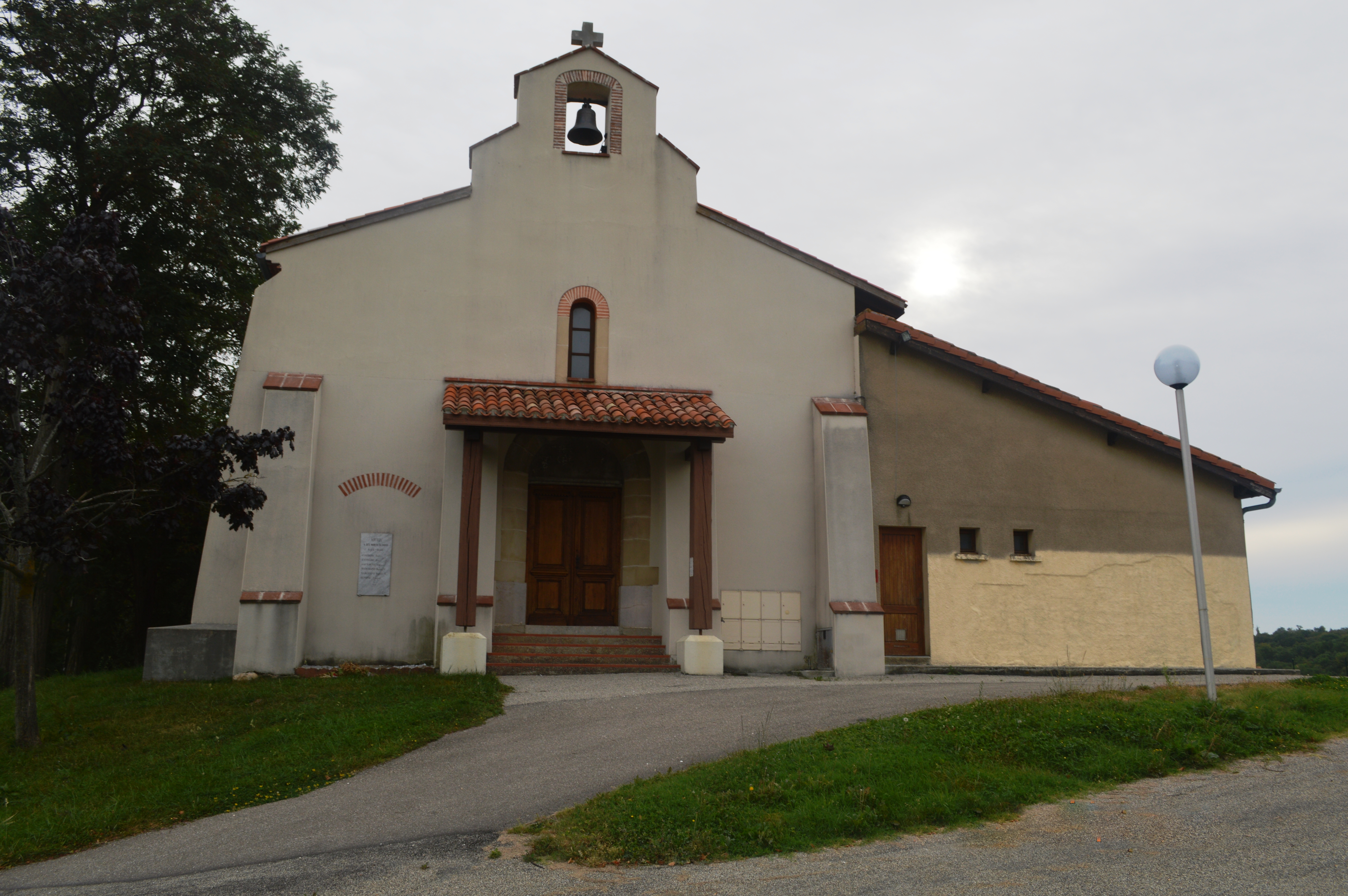
Kerk van Artix
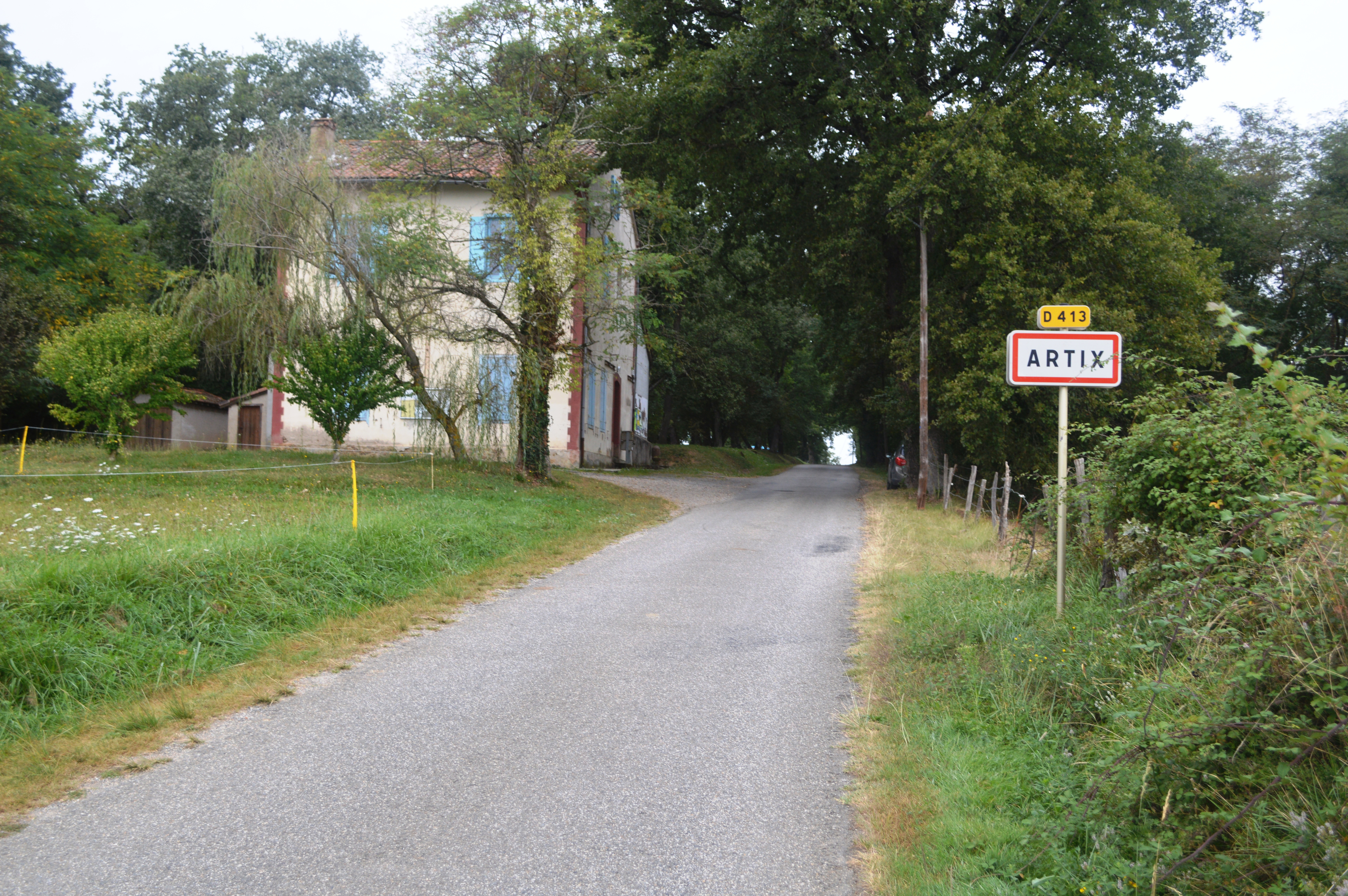
Dorpsrand

## Geografie
De oppervlakte van Artix bedraagt 7,0 km², de bevolkingsdichtheid is dus 16 inwoners per km².
De onderstaande kaart toont de ligging van Artix (Ariège) met de belangrijkste infrastructuur en aangrenzende gemeenten.

## Demografie
Onderstaande figuur toont het verloop van het inwonertal (bron: INSEE-tellingen).

Vanwege een beveiligingsprobleem met de MediaWiki Graph-software is het momenteel niet mogelijk deze grafiek weer te geven. Zodra de software is bijgewerkt zal de grafiek vanzelf weer zichtbaar worden.